# Caudacaecilia asplenia
Caudacaecilia asplenia là một loài lưỡng cư thuộc họ Ichthyophiidae.
Loài này có ở Malaysia và có thể có ở Thái Lan.
Môi trường sống tự nhiên của chúng là rừng ẩm vùng đất thấp nhiệt đới hoặc cận nhiệt đới, sông ngòi, sông có nước theo mùa, các đồn điền, vườn nông thôn, rừng trước đây suy thoái nghiêm trọng, đất có tưới tiêu, và đất nông nghiệp có lụt theo mùa.